# 崔瑀
崔怡（？—1249年12月10日），原名崔瑀，本貫牛峯，高丽王朝崔氏政权第二任独裁者。
崔瑀是高丽权臣崔忠献之子。在崔忠獻掌權的時候，東遼國耶律金山入侵高麗，崔瑀在開京宣義門外進行閱兵。高麗的官軍不堪戰鬥，崔忠獻的私兵強盛，擊退了東遼兵。1219年，崔忠獻得病將死，自知死後將有人叛亂，秘密叮囑崔瑀勿來探望。於是崔瑀也稱病不出，令女婿金若先侍疾。果然在崔忠獻死後，將領崔俊文、池允深、柳松節、金德明等密謀暗殺崔瑀，欲擁立次子崔珦，遣使請崔瑀前往探病。崔瑀再三不至，因此他們前往崔瑀的府邸邀請。崔瑀將他們逮捕，殺死了崔俊文，並將其他人流放海島，隨後將崔珦及其黨羽全部殺害，成功掌權。
根據《高麗史》的記載可以看出，与崔忠献相比，崔瑀更显仁慈。為了獲得更多人的支持，他将崔忠献收藏的金銀珠寶進獻給了高麗高宗，將崔忠獻奪占的田地退還原主，同時將搜刮的钱财发放给人民。崔忠獻統治期間，賣官鬻爵現象十分嚴重；崔忠獻本身亦是貪財之人，以賄賂多少來任命官職。崔瑀一改其作風，以才能來任命官職，同時又誅殺了一些不守法度的官員。正因為如此，在崔瑀的统治期间，高麗人开始逐漸願意接受軍政统治。
1221年，高宗冊封崔瑀為晉陽侯，但崔瑀辭去了這個封號。不久進叅知政事吏兵部尚書判御史臺事。而崔瑀執政的時候正值蒙古帝國崛起之時，1225年，成吉思汗派遣使者這可要求高麗朝貢，但被崔瑀拒絕，將使者禮送出境。成吉思汗當時正在征討西夏，無暇顧及此事；而崔瑀也大肆調兵前往北部邊境，並修築北方的要塞以防備蒙古。同年崔瑀將百官朝見的場所改設於自己府邸的政房之中，所有奏章經崔瑀批復後才告知高宗，高宗完全成為了一個傀儡和擺設。
1231年，蒙古大汗窩闊台派撒禮塔入侵高丽。崔瑀亲自率兵抵御蒙古的入侵。為了增強高麗軍隊的實力，崔瑀派人重金誘使山賊、僧兵等為之效力，但最終蒙古騎兵兵臨開京城下的時候，崔瑀將自己的私兵全部用於保衛自己，守城的軍隊皆老弱之卒。另一方面，遣使赴蒙古營中請求講和，但使者被拘禁。次年7月，崔瑀發现無法抵抗蒙古軍後，將開京洗劫一空，把高麗王室、大臣和百姓遷移到江華島。江华岛的新都称“江都”。由于蒙古軍不擅水戰，因此高麗王室在崔氏政权滅亡後仍能安然无恙。
1235年，因遷都之功，崔瑀被高宗封為「晉陽侯」。此後又進爵為公。
1249年崔瑀病故。高宗為之罷朝三日，贈其「金紫光祿大夫、守大師、開府儀同三司、中書令、上柱國、上將軍、監修國史、判御史臺事」，封晋陽郡開國公，食邑三千戶食，實封一千戶，諡匡烈，葬禮十分隆重。後來又將其靈位配享於康宗之廟。
1258年崔氏政權覆滅之後，高宗命令撤去其在太廟中的配享靈位，其繪於朝堂之上的壁上功臣形象也被抹去。1262年，元宗重建功臣堂，追授其為遷都功臣，又將他的畫像繪於功臣堂上。
崔瑀沒有嫡子，只有嬖妓瑞蓮為他生下了兩個兒子萬宗、萬全。崔瑀最初希望傳位給女婿金若先，因此讓兩個兒子都到松廣寺出家，後來崔萬宗成為斷俗寺住持，崔萬全成為雙峯寺住持。二人都聚集無賴僧為門徒，大肆斂財，胡作非為，各州縣十分畏懼，但卻無可奈何。刑部尚書朴暄認為這是禍害，建議崔瑀將二子召回，同時派按察使清剿並囚禁為亂的僧眾。崔瑀聽從了建議並照著做了。但崔萬宗、崔萬全回到京城之後，反誣告朴暄離間父子關係，於是崔瑀將朴暄流放黑山島，釋放了僧眾。令萬全還俗，改名崔沆。在崔瑀死後，崔沆順理成章地继承了其权位。

## 家族
- 父：崔忠獻
- 母：宋氏（上將軍宋清女）
  - 同母弟：崔珦（朝鲜语：최향 (1168년)）
  - 同母妹：崔氏（嫁上將軍任孝明（朝鲜语：임효명））
  - 異母弟：崔球（母靜和宅主王氏）
  - 異母弟：名失傳，出家為曹洞宗僧人
  - 異母弟：崔珹（母綏成宅主（朝鲜语：수성택주）任氏）

- 正室：卞韓國大夫人河東鄭氏（朝鲜语：하동 정씨）（鄭叔瞻（朝鲜语：정숙첨）女）
  - 長女：牛峯崔氏（嫁莊翼公金若先）
  - 次女：牛峯崔氏
- 繼室：大氏夫人（朝鲜语：밀양 대씨）（渤海王族大集成（朝鲜语：대집성）女）
- 後室：鐵原崔氏（朝鲜语：철원 최씨）（崔詵（朝鲜语：최선 (고려)）孫女）
- 妾：靜安宅主（名瑞蓮房，娼妓出身）
  - 長子：崔萬宗（朝鲜语：만종 (고려)）（出家為僧）
  - 次子：崔沆
- 妾：安心